# Пирамидион

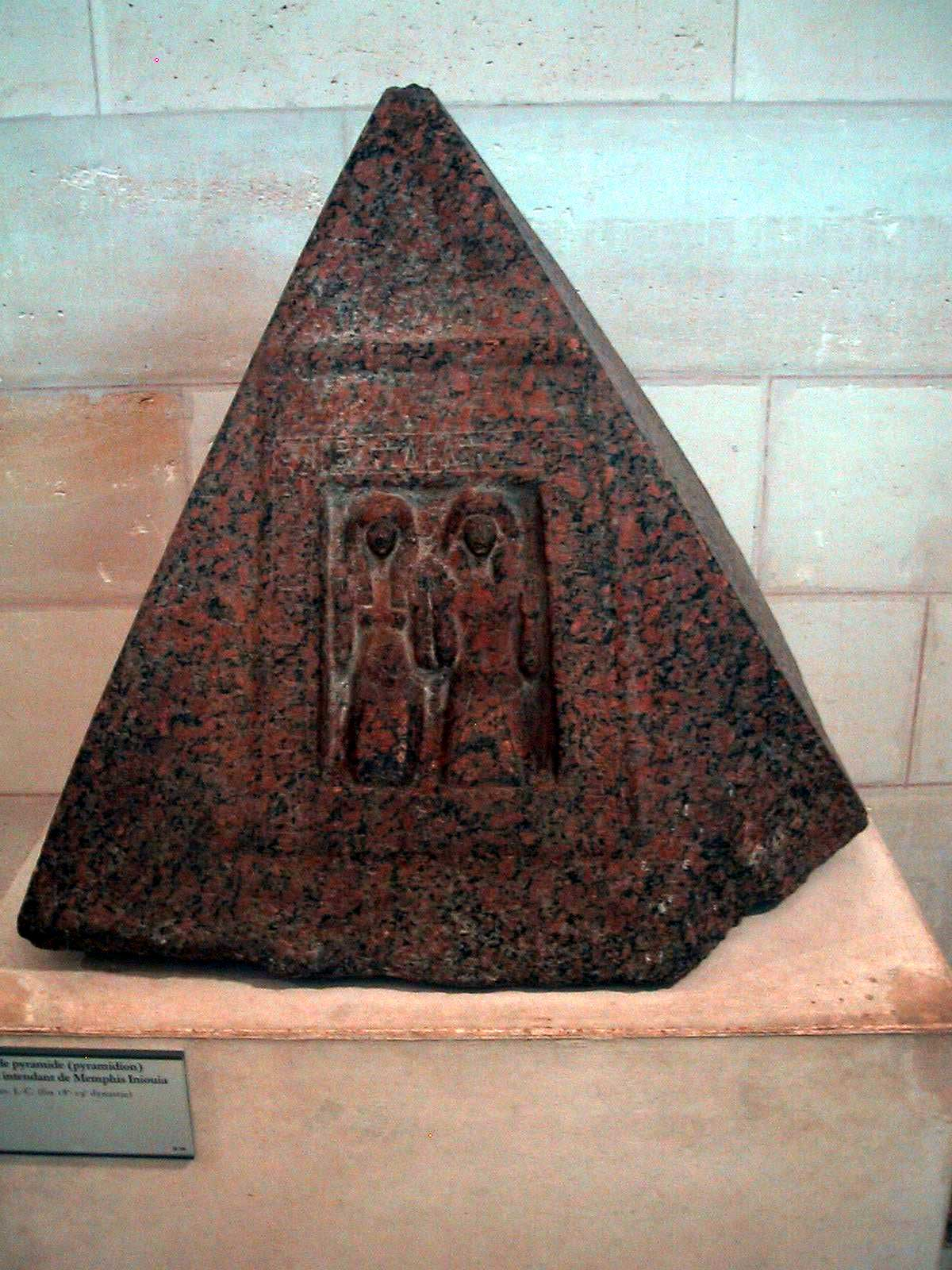

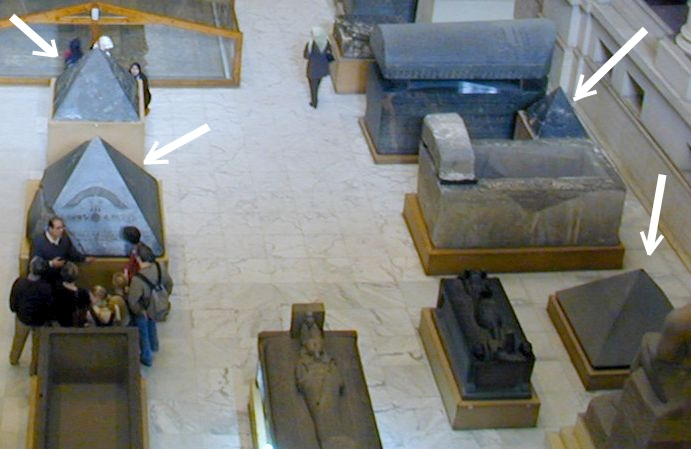
Главный зал Каирского музея, в котором выставлено 4 пирамидиона

Пирамидион — греческое название камня пирамидальной формы, который древние египтяне устанавливали на вершине египетской пирамиды или обелиска. В египетском языке назывался «бенбенет» и ассоциировался со священным камнем бенбен, на который, согласно преданию, упали лучи восходящего солнечного бога-демиурга Атума (ипостась бога Ра). Ни на одной пирамиде или обелиске пирамидионы не сохранились, но некоторые дошли до наших дней в хорошем состоянии и хранятся в Египетском музее в Каире.
Пирамидионы изготавливали из полированного гранита и покрывали листами позолоченной меди. На них высекали иероглифы с именами и титулами фараонов. Высота, по всей видимости, колебалась от метра-двух для маленьких пирамид до 5−6 метров для самых крупных. Угол наклона граней пирамидиона точно соответствовал углу наклона граней самой пирамиды. Для предохранения от сползания в сторону камень имел квадратный выступ на основании, укладывавшийся в соответствующую выемку на верхних камнях кладки пирамиды. На восходе и на закате солнца, когда оно было ещё/уже за горизонтом для наземного наблюдателя, пирамидионы ярко сияли отражённым светом в сумерках.

## Пример надписи на пирамидионе
На гранитном пирамидионе пирамиды Аменемхета III в  Хаваре, сохранившемся лучше других, нанесена следующая надпись:
1-я строка левой части, начиная с надписи под левым глазом и ниже левого крыла (от середины слева): Сын Ра, Аменемхет, получивший жизнь навечно. 
1-я строка правой части, начиная с надписи под правым глазом и до правого крыла: Царь Верхнего и Нижнего Египта Нимаатра, получивший жизнь навечно. 
2-я строка, читается справа налево: Пусть лицо царя Верхнего и Нижнего Египта, Нимаатра, будет открыто, чтобы он мог видеть Владыку Горизонта (Хорахти), когда он пересекает небо; пусть Господь Горизонта заставит Сына Ра, Аменемхета, сиять как бог, владыка вечности и нерушимости. 
3-я строка, также читается справа налево: Владыка Горизонта сказал: «Я дал прекрасный горизонт Тому из Двух Женщин (Небти), Итджиаутави (Тому, кто унаследовал Две Земли), чтобы вы могли соединись с горизонтом»; горизонт сказал, что ты покоишься на нем, и это меня радует».

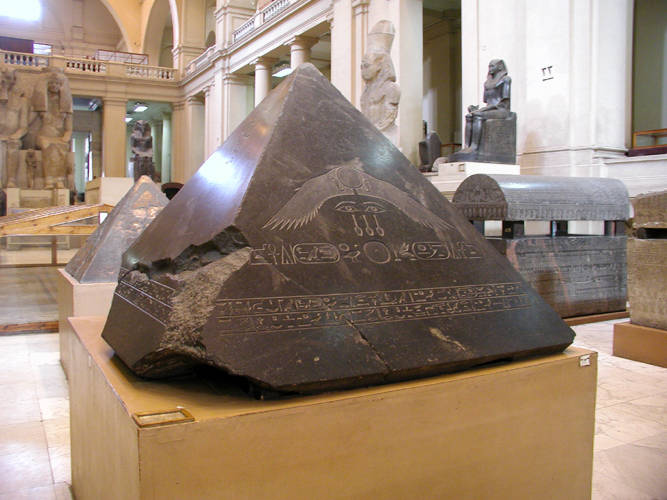
Гранитный пирамидион пирамиды Аменемхета III